# Майсурадзе, Мириан
Мириан Майсурадзе (груз. მირიან მაისურაძე, род. 7 декабря 1999 года) — грузинский борец вольного стиля, призёр чемпионатов мира 2022, 2024 года и чемпионатов Европы 2022, 2023, 2024 и 2025 годов.

## Биография
Родился в 1999 году в городе Они в Грузии. В 2016 году на турнире в Тбилиси, в категории до 76 кг, стал чемпионом мира среди кадетов. В 2019 году стал чемпионом Европы среди юных спортсменов в категории до 86 кг. 
На чемпионате Европы 2022 года в венгерской столице, в весовой категории до 92 кг Мириан завоевал бронзовую медаль континентального первенства.
На чемпионате мира 2022 года, который проходил в Белграде, стал бронзовым призёром в весовой категории до 92 кг.
На чемпионате мира 2024 года, который проходил в Тиране, стал серебряным призёром в весовой категории до 92 кг.
В апреле 2025 года на чемпионате Европы в Братиславе в весовой категории до 92 кг завоевал бронзовую медаль. В схватке за третье место одолел соперника из Беларуси Ярослава Ядковского.